# Clusia stenophylla
Clusia stenophylla är en tvåhjärtbladig växtart som beskrevs av Paul Carpenter Standley. Clusia stenophylla ingår i släktet Clusia och familjen Clusiaceae. Inga underarter finns listade i Catalogue of Life.